# میکروب

یک گوی از ای کلای که ۱۰٬۰۰۰ برابر بزرگ‌تر شده‌است

میکرُب یا میکروب، (به فرانسوی: Microbe) یا ریزاندامگان یا ریزجاندار (به فرانسوی: Microorganisme) جاندارانی اند که با چشم غیرمسلح دیده نمی‌شوند. ریزاندامگان شامل باکتریها، آغازیان، ویروسها و برخی قارچها هستند. ریزاندامگان‌ها در همه‌جا، از آب‌وهوا گرفته تا خاک، روی پوست بدن و مخاط بدن انسان و جانوران به میزان فراوان وجود دارند و می‌توانند بیماری‌زا یا مفید باشند، به گونه‌ای که زندگی برای جانوران و گیاهان، بدون وجود میکروب امکان‌پذیر نیست؛ یعنی این میکروب‌ها فلور طبیعی بدن ریزاندامگان همزیست انسان  و جانداران هستند. در عین حال می توانند. بیماری ها را از یک بیمار به بیمار دیگر منتقل کنند.
ریزجانداران به دو گروه سودمند و زیان‌بار تقسیم می‌شوند. دانش میکروب‌شناسی به بررسی ریزاندامگان می‌پردازد.
به‌طور کلی در طبیعت ۳ نمونه ریزاندامگان وجود دارد:
- تجزیه (فاسد) کننده‌های تدریجی (به انگلیسی: Degenerative Microorganisms)
- خنثی‌ها، سازشکارها، فرصت‌طلب‌ها (به انگلیسی: Neutral Microorganisms)
- سازنده‌ها با احیاکننده‌ها (به انگلیسی: Regenerative Microorganisms)

ریزجانداران سازنده و (ریزاندامگان کارآ) همان‌طور که از نام‌شان پیداست کار سازندگی و احیا را بر عهده دارند.
ریزجانداران فاسدکننده برخلاف راه و روش ریزجانداران سازنده رفتار می‌کنند.
ریزجانداران خنثی، بزرگ‌ترین گروه را تشکیل می‌دهند. آن‌ها در محیط، به گروهی که حاکم و چیره‌ است می‌پیوندند؛ بنابراین هنگامی که در محیطی ریزجانداران سازنده و احیاکننده بیشتر می‌شوند، خنثی‌ها به روند سازندگی می‌پیوندند.
ریزاندامگان برای سوخت‌وساز و انجام فرایندهای زیستی خود از منابع آلی و معدنی موجود در محیط تغذیه می‌کنند. این جانداران طی فرایندهای متفاوت، هنگامی که در معرض یون‌های فلزی قرار می‌گیرند، آن‌ها را در درون یا بر روی دیوارهٔ یاخته‌ای خود انباشته می‌کنند. این انباشتگی اغلب منجر به تولید ذراتی است که در اندازه‌های نانو دسته‌بندی می‌شوند.

## تاریخچه
ابن سینا، دانشمند ایرانی سده‌های دهم و یازدهم میلادی به این موضوع پی برده بود که موجودهای ریزی موجب بیماری می‌شوند. زکریای رازی، دانشمند دیگر ایرانی نیز پیش از ابن سینا، به وجود این اجرام ریز پی برده بود و از الکل به عنوان ضد عفونی کننده، استفاده می‌کرد. البته کشف دقیق و قطعی میکروب‌ها توسط آنتونی فان لیوونهوک انجام شد. هوک با میکروسکوپ ابتدایی‌اش به مشاهده آب برکه پرداخت و دریافت که موجودهای ریزی در آن وجود دارد. از دیگر افراد مهم این زمینه می‌توان به رابرت کُخ اشاره کرد که باکتری بیماری سل را کشف نمود.
احتمال وجود میکروارگانیسم‌ها یا میکروب‌ها قرن‌ها قبل از کشف این موجودات زنده مورد بحث دانشمندان گوناگونی واقع شده بود. تا اینکه نهایتاً در قرن ۱۷ میلادی بشر به وجود چنین موجوداتی اطمینان حاصل کرد. احتمال وجود چنین موجودات در آیین برهمایی ذکر شده‌است. همچنین فردی به نام مارکوس ترنتیوس وارو که یک رومی بود در مورد زندگی یا کشاورزی در نزدیکی لجن زار هشدار داد و این‌گونه نوشت: «.... و موجوداتی وجود دارند که با چشم دیده نمی‌شوند و در هوا معلق هستند و از طریق دهان و بینی وارد بدن می‌شوند و بیماری ایجاد می‌کنند.» این کتاب که کشاورزی نام داشت در قرن ۱ قبل از میلاد نوشته شده بود.
آنتونی فان لیوونهوک (۱۶۳۲–۱۷۲۳) تقریباً اولین انسانی بود که توانست میکروارگانیسم‌ها را ببیند. او این کار را با میکروسکوپی انجام داد که خودش ساخته بود. او اولین کسی بود که از ابزاری به نام میکروسکوپ برای مشاهده اشیا استفاده کرد. کتاب میکروگرافی که در سال ۱۶۶۵ توسط فان لیوونهوک منتشر شد، به بررسی میکروسکوپی سلول‌های گیاهی پرداخته‌است.
قبل از کشف میکروارگانیسم‌ها توسط فان لیوونهوک در ۱۶۷۵، چگونگی تبدیل انگور به سرکه یا شیر به پنیر و ماست یا چگونگی فساد مواد غذایی برای همه معمایی حل نشدنی بود. بعد از اینکه هوک گزارش داد موجودات زنده‌ای وجود دارند که با چشم غیر مسلح دیده نمی‌شوند، برای مدت کوتاهی این سؤال باز هم بی‌جواب ماند؛ چرا که هوک نتوانست ارتباط بین میکروارگانیسم‌ها با این معماها را توجیه کند؛ ولی چند سال بعد از کشف میکروارگانیسم‌ها و با مطالعه‌هایی که اسپالانزانی و پاستور انجام دادند علاوه بر پاسخگویی به این معماها، به فرضیه اشتباه و خرافاتی به وجود آمدن موجودات زنده از مواد غذایی در حال فساد هم پایان داده شد.
لازارو اسپالانزانی (۱۷۲۹–۱۷۹۹) با مطالعه‌های خود نشان داد که جوشاندن یک ماده غذایی، میکروارگانیسم‌های داخل آن را از بین می‌برد و این موضوع از فساد ماده غذایی جلوگیری می‌کند. همچنین او نشان داد میکروارگانیسم‌ها فقط باعث فساد مواد غذایی‌ای می‌شوند که در مجاورت هوا قرار داشته باشند.
لویی پاستور (۱۸۲۲–۱۸۹۵) مطالعه‌های اسپالانزانی را ادامه داد و به نتایج جالب تری دست یافت. او با مطالعه‌های خود نشان داد حتی اگر ماده غذایی را در تماس هوایی که از فیلترهای خاصی عبور داده شده‌است هم قرار دهیم باز هم ماده غذایی فاسد نمی‌شود. این فیلترها از عبور میکروارگانیسم‌ها جلوگیری می‌کردند. پاستور با این آزمایش‌ها نشان داد که عوامل فساد مواد غذایی همان میکروارگانیسم‌ها هستند که از طریق هوا و گرد و غبار وارد مواد غذایی می‌شوند و با رشد و تکثیر در آن منجر به فساد مواد غذایی می‌گردند.
در سال ۱۸۷۶، رابرت کخ (۱۸۴۳–۱۹۱۰) نشان داد که میکروارگانیسم‌ها عامل به وجود آمدن برخی از بیماری‌ها هستند. رابرت کخ در مطالعه‌های خود متوجه شد در خون افراد آلوده به سیاه‌زخم تعداد زیادی باکتری باسیلوس آنتراسیس وجود دارد. کخ متوجه شد می‌تواند با انتقال مقدار جزئی خون از حیوان آلوده به حیوان سالم، باعث بیمار شدن حیوان سالم شود. همچنین کخ توانست باکتری‌هایی که از خون یک فرد آلوده گرفته بود را در یک محیط مغزی کشت داده و سپس با انتقال آن‌ها به جانور سالم باعث بیماری آن جانور شود؛ بنابراین آزمایش‌ها و بررسی‌های کخ اصول و قواعدی را مطرح کرد که می‌توان از آن‌ها برای تشخیص بیماری‌زایی یک میکروب استفاده کرد. این اصول و قواعد به‌طور گسترده در میکروب‌شناسی استفاده می‌شوند و اصول کخ نام دارند.

## میکروب‌ها
واژهٔ میکروب برگرفته از واژهٔ لاتین Microbios است که تشکیل‌شده از دو جزء Micro (به معنی کوچک) و Bios (زنده) است و به هر موجود ریز و ذرّه‌بینی گفته‌می‌شود. به عبارتی، به موجودات بسیار کوچک که تنها با میکروسکوپ، قابل‌دیدن هستند، میکروب گفته‌می‌شود.
1. موجود زندهٔ خاصّی به نام میکروب وجود ندارد.
2. تعداد میکروب‌های مفید، بیش از انواع زیان‌آور است.
3. موجوداتی که در بدنِ ما ایجاد بیماری می‌کنند، شامل بعضی از میکروب‌ها و کرم‌های انگلی هستند.
4. میکروب‌ها برای یافتن محیط مناسب خود، ممکن است وارد بدن انسان، جانوران، گیاهان یا میکروب‌های دیگر شوند. در این حالت، جانداری که میکروب وارد آن شده را میزبان می‌گویند.

مهم: انواع میکروب: ۱-باکتری ۲-ویروس ۳-آغازیان ۴-قارچ‌های ذرّه بینی
عامل بسیاری از بیماری‌های خطرناک، میکروب می‌باشد.

## باکتری‌ها

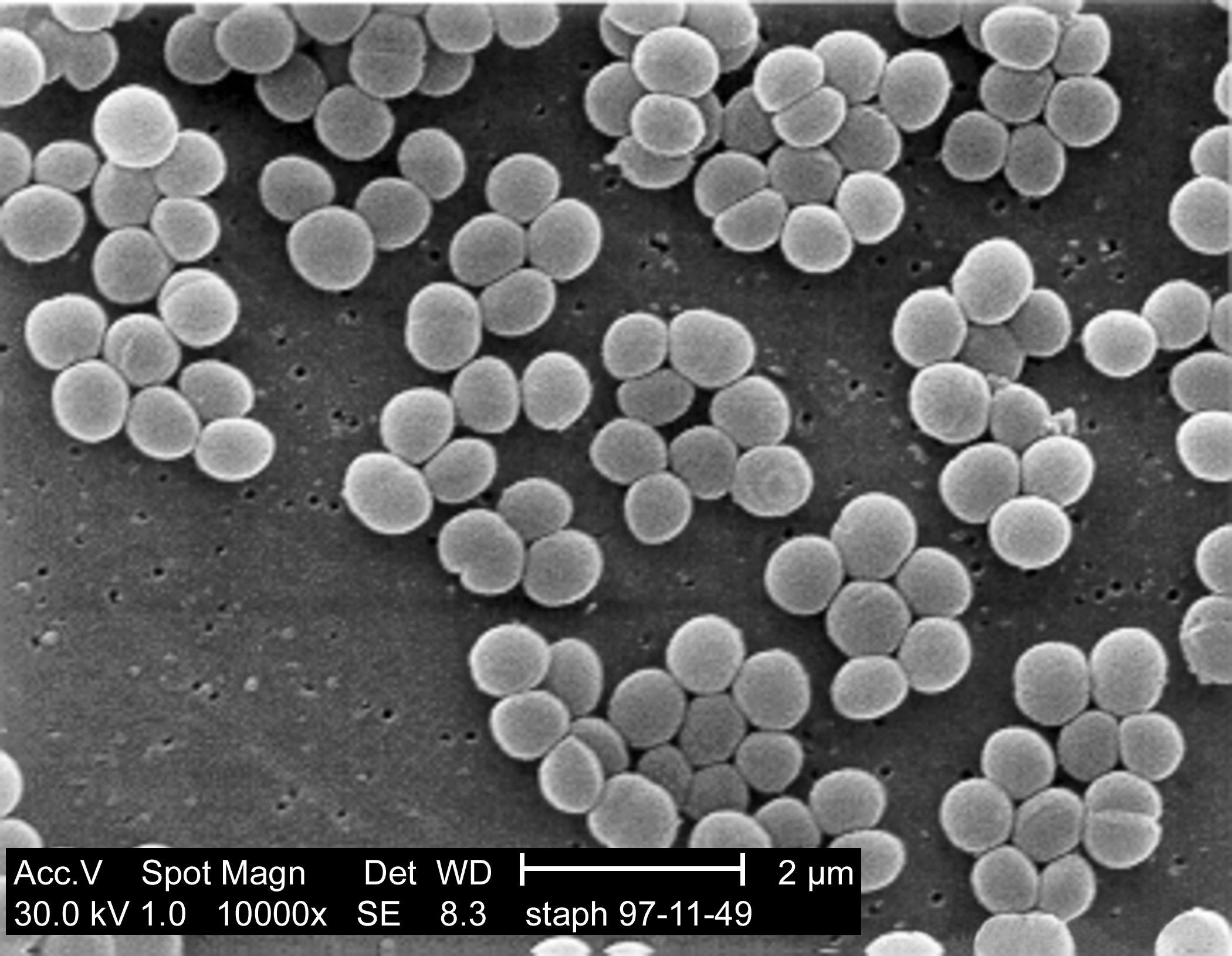
باکتری استافیلی کوک که در حدود ۱۰۰۰۰ برابر شده‌است

باکتری‌ها نسبت به رده دیگر یعنی ویروس‌ها بزرگ‌تر هستند و غالباً موجب فعالیت‌های مفید می‌شوند مانند تخمیر خمیر نان، ماست شدن شیر و…

## ویروس‌ها
ویروس در لغت به معنای سم است.
دانشمندان به این خاطر، لقب سم را به ویروس دادند چون با عبور عصاره بیماریزای موزاییک تنباکو از فیلتری که باکتری‌ها از آن توان عبور ندارند همچنان باعث بیماری در گیاه تنباکو می‌شد و این عامل را که باکتری نبود یک توکسین یا سم نامگذاری کردند.
ویروس‌ها غیر زنده تلقی می‌شوند، ویژگی‌هایی که ویروس برای زنده بودن ندارد بشرح زیر است:
1. ویروس‌ها هومئوستازی (حالت پایدار) ندارند.
2. ویروس‌ها آنزیمهای لازم برای تکثیر خود را ندارند
3. سوخت‌وسازی(متابولیسم) درون آن‌ها رخ نمی‌دهد و…

ویروس‌ها از لحاظ ژنوم خود به دو گروه تقسیم می‌شوند:
1. ویروس‌های DNAدار مثل آبله و تبخال
2. ویروس‌های RNAدار مثل ویروس ایدز و آنفلوانزا (ویروسهای این دسته بسیار هوشمند عمل کرده و به وسیلهٔ امکانات میزبان خود و با استفاده از سامانه رونوشت‌بردار معکوس خود از RNAی موجود DNA می‌سازند) ویروس‌ها می‌توانند پوشینه یا انولوپ داشته باشند، ولی در کل، همهٔ ویروس‌ها باید یک نوع اسید نوکلئیک و کپسید داشته باشند، یعنی پوشینه در برخی ویروس‌ها وجود ندارد. ویروس‌ها در آخرین سیستم بین‌المللی طبقه‌بندی ویروس‌ها در سال ۲۰۱۸ دارای فیلوم کلاس هستند.

## بیماری‌زایی
به‌طور کلی می‌توان میکروب‌های بیماری‌زا را در ۷ گروه دسته‌بندی کرد:
1. ویروسها
2. کلامیدیاها
3. ریکتزیاها
4. مایکوپلاسماها
5. باکتریها
6. پروتوزوآها (تک‌یاخته‌ای‌ها)
7. قارچها